# Sarah Guppy

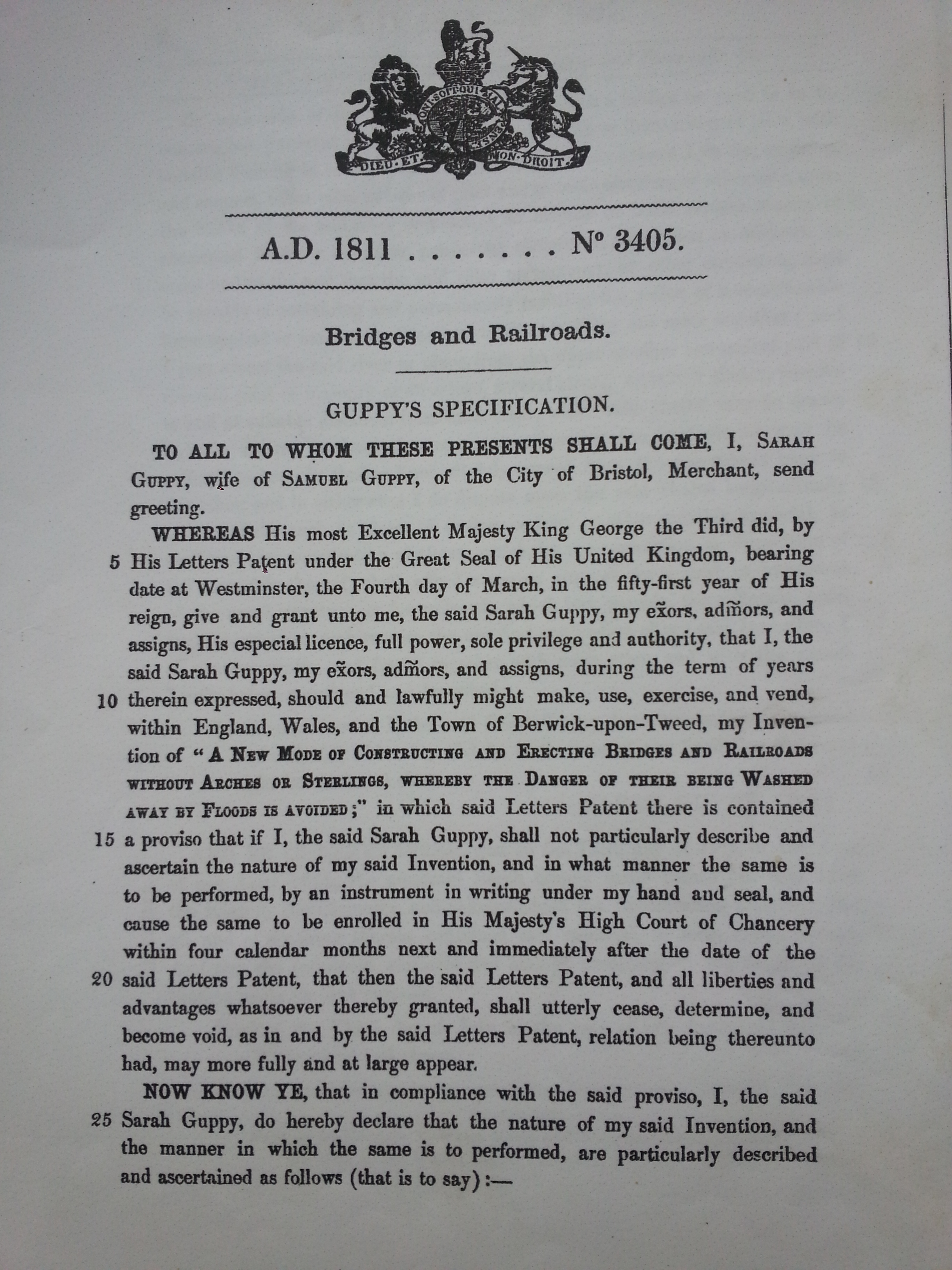
Première page du brevet de pont de Sarah Guppy de 1811

Sarah Guppy, née Beach le 5 novembre 1770 et morte le 24 août 1852, est une inventrice anglaise et la première femme à breveter un pont, en 1811. Elle développe d'autres produits pour le quotidien mais aussi pour la marine.

## Biographie

### Enfance et formation
Sarah Maria Beach est née à Birmingham, en Angleterre, et baptisée en novembre 1770, fille de Richard et Mary Beach. Elle épouse Samuel Guppy en 1795.
L'enfance de Sarah contribue à ouvrir la voie à la réussite future et à l'accès à des ressources que les autres femmes de son époque n'avaient pas. Sarah Guppy grandit dans une famille riche, elle est éduquée et entourée de penseurs innovants (Pollard, 2021). Lorsqu’elle épouse Samuel Guppy, qui est constructeur de machines, elle s'approprie le métier et apprend à négocier et à gérer une entreprise, tout en se familiarisant avec l’industrie de l’ingénierie (Pollard, 2021). Puisque Samuel s’intéresse à de nombreux domaines, Sarah souhaite s’impliquer et son mari la soutient dans la prise en charge des négociations de ses contrats commerciaux manufacturiers (Pollard, 2021).
En 1811, elle brevète la première de ses inventions, une méthode permettant de fabriquer des pieux plus sécurisés pour la conception des ponts. Thomas Telford lui demande l'autorisation d'utiliser son brevet pour les fondations de ponts suspendus, et elle le accordee gracieusement. En tant qu'amie d'Isambard Kingdom Brunel et de sa famille, elle s?implique dans la Great Western Railway, écrivant aux directeurs avec des idées et leur apportant son soutien. En 1841, elle écrit une lettre recommandant de planter des saules et des peupliers pour stabiliser les remblais. Elle continue à offrir des conseils techniques même si, comme elle l'a écrit, « il est désagréable de parler de soi – cela peut paraître vantard, surtout chez une femme ».

### Carrière
À la suite de la publication d'une information erronée dans l'Oxford Dictionary of National Biography en 2016, désormais corrigée  Sarah Guppy était crédité à tort de la conception du pont suspendu de Clifton d'Isambard Kingdom Brunel  Elle a brevète ses idées de pont à chaînes en 1811 juste avant l'annonce du premier concours pour un pont traversant la gorge d'Avon, mais cette conception ne sera jamais réalisée. La conception de Marc Isambart Brunel, qui remporte le concours de ce pont traversant la gorge d'Avon diffère du brevet de Sarah Guppy de manières significatives : il conçoit un pont suspendu avec des maillons plats en fer forgé plutôt que reposant sur des chaînes comme celui de Sarah Guppy ; et le pont ne comporte pas de fondations de lit de rivière (un élément clé de la conception de Sarah Guppy) car il estt construit sur le rocher, à 75 mètres au-dessus de la marée haute, là où les piliers ne risquent pas d'être endommagées par l'érosion hydrique.
Sarah Guppy est très altruiste dans son processus d'invention et se soucis du bien commun avant ses intérêts personnels. Elle contribue par exemple de manière significative à la conception du pont Menai de Thomas Telford, et elle renonce aux frais pour l'utilisation de ses idées. Elle contribue majoritairement à la conception de ce pont, mais le profit personnel n’était pas la priorité (Higgitt, 2016).

## Inventions

### Brevets et publications

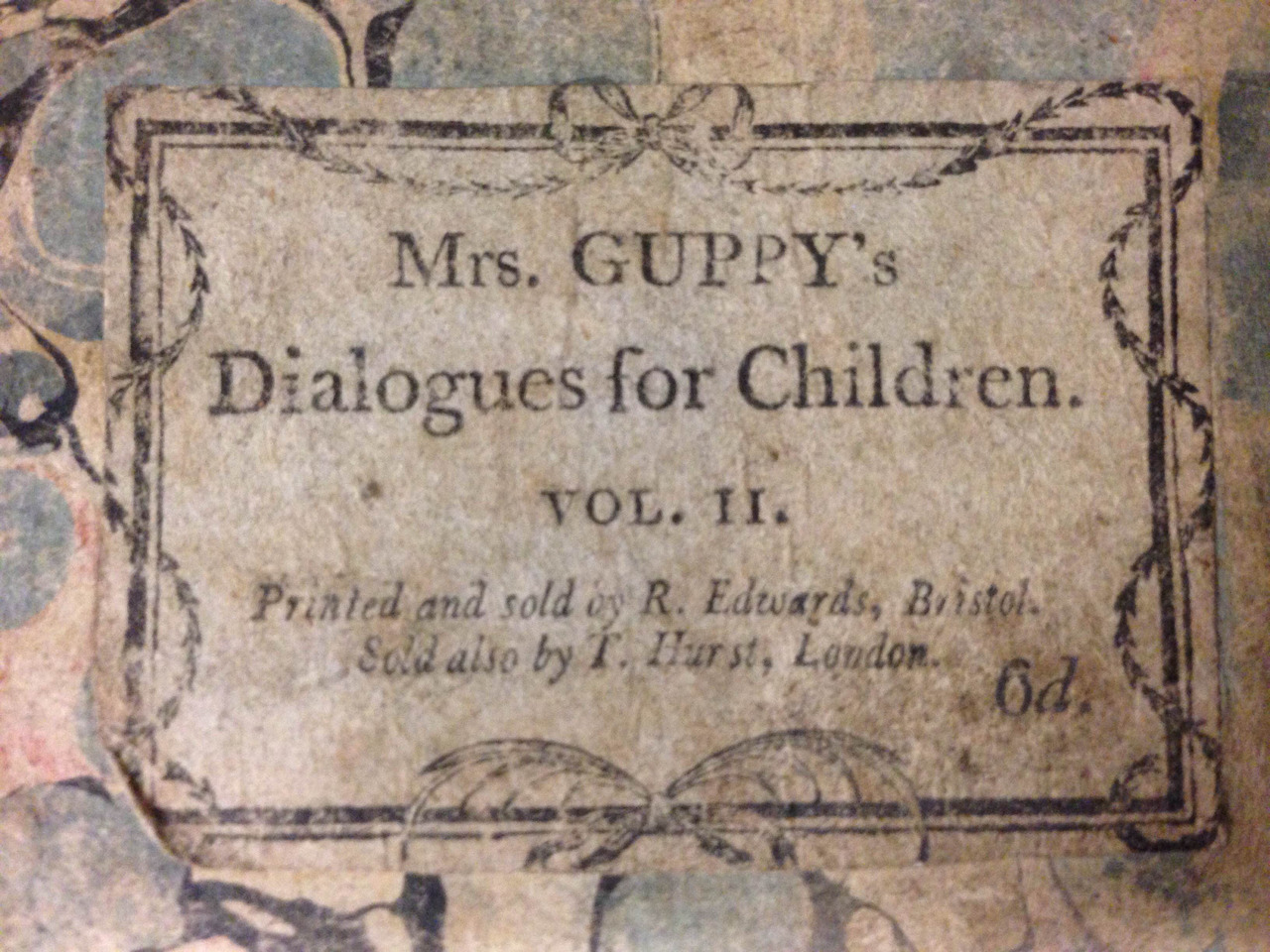
Couverture de Dialogues pour enfants, 1800

La famille dépose 10 brevets au cours de la première moitié du XIXe siècle, notamment une méthode permettant de maintenir les navires exempts de balanes, ce qui conduit à un contrat gouvernemental d'une valeur de 40 000 £. D'autres inventions comprenant un lit avec un équipement d'exercice intégré, un dispositif pour une urne à thé ou à café qui cuit les œufs à la vapeur ainsi qu'un petit plat pour garder les toasts au chaud, et un dispositif pour « améliorer le calfeutrage des navires, des bateaux. Plus tard dans sa vie, elle écrivit des livres tels que The Cottagers and Labourers Friend et Dialogues for Children. Elle invente la hotte anti-feu ou Cook's Comforter et brevète un nouveau type de chandelier qui permettait aux bougies de brûler plus longtemps,.
L'un des principaux obstacles au succès de Sarah Guppy en tant qu'inventrice est qu'elle ne pouvait pas déposer de brevet sous son propre nom. Durant cette période, les brevets étaient considérés comme précieux, car ils contenaient de la propriété intellectuelle (HLB, 2019). Elle brevète le « Nouveau mode de construction et levage de ponts et de voies ferrées sans arches », qui s'est avéré très en avance sur son temps, et sept ans avant les débuts de Thomas Telford sur le pont suspendu (HLB, 2019). Lorsque Sarah Guppy accorde à Telford la permission d’utiliser gratuitement son design et ses idées, il y a peu de preuves que lui ou d’autres ingénieurs aient jamais reconnu son invention et lui aient accordé le crédit qui lui était dû (HLB, 2019). Sarah Guppy est négligée pour son travail dans le domaine de l'ingénierie des ponts, car ses pas en tant que femme ont été repris par de grands noms du monde de l'ingénierie, en particulier des ingénieurs masculins. Quelque chose de moins médiatisé sur Sarah Guppy était son rôle actif dans la sphère sociale et ses contributions philanthropiques à l'éducation et à l'éducation des femmes. Sarah Guppy publie des brochures sur les questions de santé publique, d'agriculture, d'éducation et de bien-être animal (Higgitt, 2016). De plus, Sarah Guppy se soucie du bien-être des groupes vulnérables et utilise sa plateforme et sa voix pour encourager le progrès et le changement positif vers une société plus équitable (Higgitt, 2016).

## Vie privée
Après avoir épousé le marchand de Bristol Samuel Guppy, ils vivent à Queen Square et Prince Street, une figure de proue de la scène sociale de Bristol et de Clifton. Le couple a eu six enfants, dont Thomas Richard, qui, avec son frère aîné Samuel, exploite la raffinerie de sucre Friars à Bristol (1826-1842) avant de devenir ingénieur et associé de Brunel, contribuant de manière significative à la conception du SS Great Western et du SS Great Britain. Brunel peint un portrait de la jeune Sarah Guppy c. 1836.
En 1837, Sarah, veuve, âgée de 67 ans, épouse Richard Eyre Coote, de 28 ans son cadet. Pendant un certain temps, ils vivent à Arnos Court, Brislington, mais Richard Eyre Coste dépense l'argent de sa riche épouse à un rythme rapide, dépensant pour les chevaux et la négligeant. Sarah emménage au 7 Richmond Hill, Clifton, en 1842. Elle achète le terrain en face de la maison au profit des résidents de Clifton et il reste toujours un espace vert.
La nouvelle vie de Sarah Guppy est quelque peu scandaleuse et malheureuse, car elle s'est remariée avec un homme de trente ans son cadet (Mason, 2022). Elle quitte son mari Richard Coote et vit seule avant de décéder (HLB, 2019). Sarah est considérée comme une femme inspirante qui a apporté au monde bien plus que son ingénierie de ponts pour laquelle elle est aujourd'hui connue, est décédée à 81 ans en 1852 avec près de 200 publications à son actif (Pollard, 2021),.

## Reconnaissance
Les innovatrices du XIXe siècle sont souvent négligées, car même pour entrer dans le domaine de l'innovation, ces femmes devaient avoir plus qu'une simple idée. Sarah Guppy utilise ses ressources au maximum et a combiné sa motivation, son dynamisme et sa curiosité. Elle est excentrique et ne laisse pas les rôles de genre l'empêcher de mettre en œuvre ses idées et d'avoir un impact sur la société.
Aujourd’hui, sa première conception de pont suspendu a ouvert la voie à une infrastructure moderne, et ses idées ont constitué la base sur laquelle s’appuyer. Le pont suspendu de Clifton n'existerait pas sans Sarah Guppy.